# Manfred von Brünneck-Bellschwitz
Manfred Magnus Otto Graf von Brünneck (-Bellschwitz) (* 1. September 1872  in Rosenberg, Westpreußen; † 16. Mai 1957 in Baden-Baden) war ein deutscher Jurist, Verwaltungsbeamter und Politiker.

## Leben und Tätigkeit

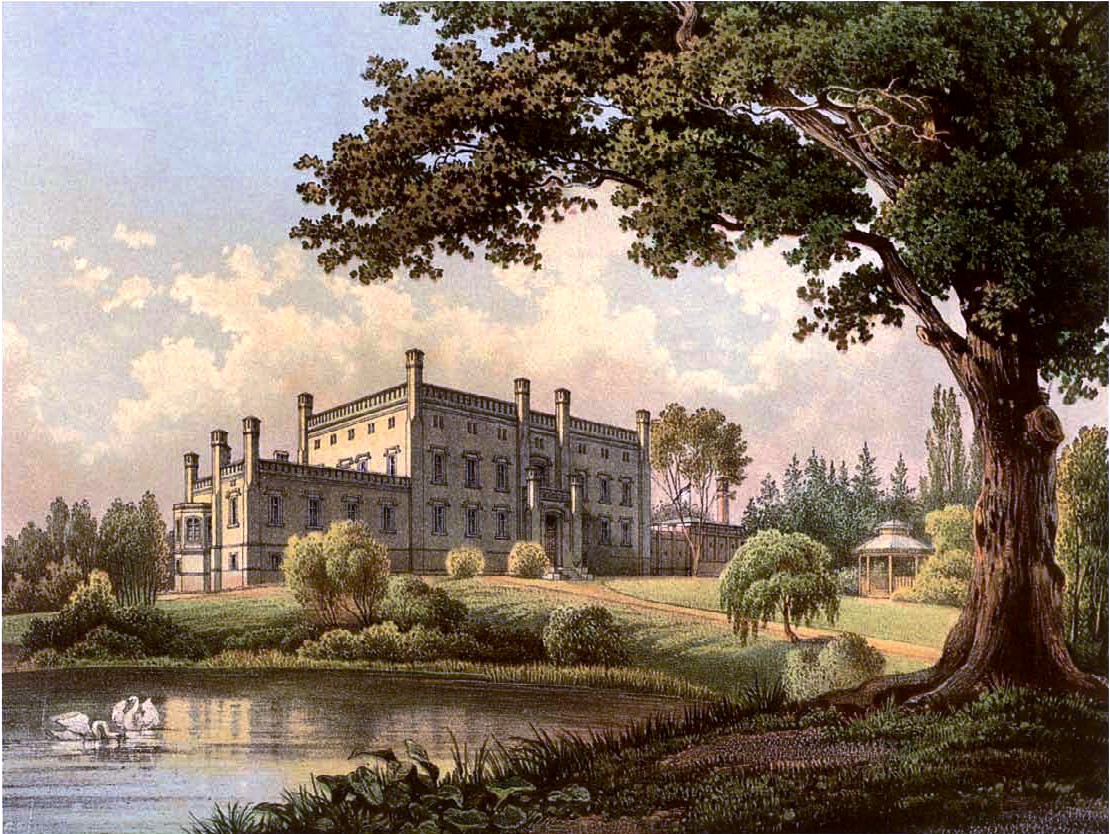
Rittergut Bellschwitz um 1863/64, Sammlung Alexander Duncker

Graf Brünneck war Besitzer des Rittergutes Groß Bellschwitz im Kreis Rosenberg in Westpreußen. Nach dem Jurastudium trat er 1895 in den preußischen Justiz- und Verwaltungsdienst des Königreichs Preußen. 1907 wurde er Landrat des Kreises Königsberg. Von 1916 bis 1928 war er Landeshauptmann der Provinz Ostpreußen. Vor 1918 gehörte er außerdem dem Deutschen Reichstag an.
Als Landrat von Königsberg veranlasste Graf Brünneck den Bau der Landesfrauenklinik und der Kunsthalle. Als Landeshauptmann war er verantwortlich für die Gründung des Ostpreußenwerks (ab 1923 Teil der VIAG) zur Elektrifizierung der gesamten Provinz. Während der Zeit der Weimarer Republik war er Mitglied der Christlich-deutschen Bewegung. Nach der Flucht lebte er in Baden-Baden und engagierte er sich in der Landsmannschaft Ostpreußen.
Brünnecks Gutsnachbar in Ostpreußen war seit 1927 der Reichspräsident Paul von Hindenburg, den er gelegentlich auf seinem Gut besuchte, was zu Gerüchten führte, dass er politisch Einfluss auf diesen ausübte.
Graf Brünneck trat bereits 1906 dem Johanniterorden bei, wurde 1920 Rechtsritter und 1948 für einige Zeit Kommendator der Preussischen Provinzialgenossenschaft dieser bekannten evangelischen Kongregation, half nach 1945 beim Wiederaufbau der Organisation.
Mit dem Tode seines jüngeren Bruders Harald (Graf) von Brünneck-Trebnitz (1880–1958) erlosch die gräfliche Linie der Familie.

## Ehrungen
- Ehrendoktorwürde der Albertus-Universität Königsberg
- Preußenschild (1957)
- (Ehren)-Kommendator des Johanniterordens